# La vorágine (álbum)
La Vorágine es un conjunto de 5 CD editados por el grupo de rock chileno Los Jaivas en el año 2004. Aunque es uno de sus últimos trabajos en fecha de edición, usualmente se le ubica en el comienzo de su discografía, puesto que la época de las grabaciones que aparecen en este set de cinco discos abarca desde 1969 hasta 1970, etapa previa a la grabación de su primer álbum de estudio, El Volantín, de 1971.
En los cinco discos de La Vorágine se vislumbran los distanciamientos tempranos entre The High & Bass, nombre antiguo de la agrupación, cuando ésta se dedicaba a interpretar cumbia, boleros y otros ritmos tropicales, y Los Jaivas, el colectivo que finalmente desarrollaría un estilo musical fusión entre rock progresivo y folclore latinoamericano. 
Con grabaciones rescatadas de diferentes fuentes, guardadas celosamente por Claudio Parra, el administrador del archivo de la banda, y remasterizados con la tecnología disponible en la actualidad, La Vorágine no tuvo pretensiones comerciales, sino que intentó ilustrar una época que representó la búsqueda de un estilo definido para Los Jaivas, y que los llevó desde el blues hasta la identificación con su raíz latinoamericana, pasando por una etapa de improvisación descarnada.
Los discos, aunque conformaron un conjunto, se vendieron de manera separada. Cada uno contiene notas relacionadas con las pistas de cada CD, fotografías de la época, poemas manuscritos de Eduardo Parra y el arte gráfico de René Olivares.

## CD1: Pan Negro
Pan Negro es uno de los nombres con los que el grupo pretende denominarse luego de dejar la denominación anglicista de The High & Bass. Con esta denominación pasan rápidamente a la libre experimentación en el género del blues, que exploran en esta primera producción, junto con David Fass, apodado "el gringo David" en la armónica, un integrante del grupo durante los últimos días de 1969 y los primeros de 1970. Su aporte es clave en la sonoridad de "Mañana Cuando Llegues", uno de los temas más cercanos al blues jamás grabado por Los Jaivas; y en la "Canción del Gancho", composición suya que el grupo interpretó hasta sus días de estadía en Argentina.
Las grabaciones de este disco ilustran esta etapa de acercamiento libre a la música de vanguardia, que se ve reflejado en el anecdótico track "Tocamos Música de Vanguardia, ¿Y Qué?", en donde Gato Alquinta, en medio de una brutal improvisación desarrollada por el grupo en el marco del Primer Festival de Música de Vanguardia, en la Quinta Vergara de Viña del Mar, se dedica a insultar a su audiencia, que, frenética, comienza a unirse al espectáculo con todo el ruido que le es posible. El dramático final del track y del disco llega con el corte de luz que las autoridades deben aplicar para terminar con el "ruido molesto".

### Lista de temas
Letra, música y arreglos de Los Jaivas, excepto donde se indique
1. "Mañana Cuando Llegues" – 11:25
2. "¿Qué Esperas? Tanto Tiempo Sin Verte" – 11:31
3. "Te Amo Mujer" (David Fass) – 5:41 
  - Tracks 1, 2 y 3: grabados en noviembre de 1969 en el Aula Magna de la Escuela de Derecho de la U. de Chile, en Valparaíso, por la Radio Valentín Letelier
4. "Canción del 'Gancho'" – 5:12 
  - Grabado el 16 de agosto de 1973 en el Teatro Municipal de Viña del Mar, con equipos de la Radio Valentín Letelier de Valparaíso
  - Arreglos: Los Jaivas
5. "Tocamos Música De Vanguardia, ¿Y Qué?" – 23:51
  - Grabado el 24 de enero de 1970 en la Quinta Vergara de Viña del Mar, con equipos de la Radio Agricultura de Santiago
  - Músicos invitados: Los Blops: Voces, Guitarra eléctrica, Flauta traversa, Percusiones
  - Amigos anónimos: Flautas, Percusiones, Gritos y Otros

### Músicos
- Gato Alquinta – Voz, Guitarra eléctrica, Flauta dulce y algo más
- Gabriel Parra – Batería, Pandereta, Voces y algo más
- Claudio Parra – Órgano, Piano, Tocadiscos, Manguera y algo más
- Eduardo Parra – Piano, Órgano y algo más
- Mario Mutis – Bajo, Pandereta y algo más
- Gringo David (David Fass) – Armónica, Voz en "Te Amo Mujer"

### Créditos
- Productor artístico (Tracks 1-4): Hugo Muñoz
- Ingeniero de grabación (Tracks 1-4): Luis Pizarro
- Productor del Primer Festival de Música de Vanguardia (Track 5): Alfredo Saint-Jean

## CD2: La Reforma
Este corresponde a un concierto realizado por la banda el 11 de mayo de 1970 en la Sala de La Reforma (de ahí el título; hoy el lugar se llama Sala Isidora Zegers) de la Facultad de Ciencias y Artes Musicales de la Universidad de Chile, en Santiago. Corresponde a la primera actuación del grupo con su nombre definitivo, nacido a partir de la creatividad de su amigo el pintor Diego Santa Cruz, quien transformó su antiguo nombre The High & Bass, castellanizándolo. 
La música que contiene este CD (en el que no participa Mario Mutis, que no viajó desde Viña del Mar), presenta una improvisación libre en extremo, dejando las convenciones tradicionales de la música para pasar a la feroz interacción de instrumentos sin un hilo conductor ni una coordinación particular. Según lo señalan las notas, "optamos por una libre atonalidad que todo permite, tratando de evitar cualquier referencia a giros melódicos reconocibles. La armonía era la disonancia y la rítmica alcanzaba estados de primitivismo que nos permitían descubrir nuestra propia esencia". Así, en los créditos aparecen instrumentos como el "piano preparado" (tocado con los puños), el "plumavit" y el "tocadiscos", utilizados para reforzar la atonalidad.

### Lista de temas
Música y arreglos de Los Jaivas
1. "La Vorágine" – 9:48
2. "Primitivo" – 18:49
3. "Se Arrancaron con los Tarros" – 17:10
4. "El Día Que Conocimos a Jano" – 13:49
  - Este "Jano" es Alejandro Parra, que se unió a la improvisación tocando el órgano de Eduardo, iniciándose una amistad entre él y la banda que perduraría por casi cuarenta años.
5. "Encontrando de Todo" – 9:35

### Músicos
- Gato Alquinta – Guitarra, Flauta dulce, Claves, Rasca de metal, Sonidos guturales
- Gabriel Parra – Batería, Sonidos guturales
- Eduardo Parra – Órgano, Bongó, Pandereta, Tormento, Plumavit, Claves, Rasca de metal
- Claudio Parra – Piano, Piano preparado, Rasca de metal, Cencerro, Tocadiscos
- El público cooperó con: Palmas, Silbidos, Flauta, Pito'

### Créditos
- Grabado por Hernán Bustos con su grabadora portátil marca Grundig (con carrete abierto), usando dos micrófonos sobre el escenario

## CD3: El Tótem
Este disco se titula así por una fotografía del folleto en la que los cinco integrantes de Los Jaivas emulan un tótem, situados uno sobre otro. Corresponde a un concierto grabado en junio de 1970 por alumnos de la Escuela de Cine de la Universidad de Valparaíso, durante un concierto realizado en el Cine Arte de Viña del Mar, en el marco de un ciclo de conciertos dominicales. 
En las notas del disco se señala "posiblemente éste sea el más experimental de todos los conciertos realizados en ese momento. Aparte de todos los recursos ya conocidos en otras grabaciones [...], agregamos algunos sonidos pregrabados que lanzábamos desde una grabadora en el escenario y una radio, a la cual cambiábamos aleatoriamente el dial, sintonizando la estación que nos interesara en el momento."

### Lista de temas
Música y arreglos de Los Jaivas
1. "El Tótem" – 18:29
2. "La Verdad" / "Ahora Soy una Isla" – 24:32
  - Gabriel Parra es la voz del monólogo en "La Verdad"
3. "Gente" – 4:03
4. "Un Domingo por la Mañana" – 15:27

### Músicos
- Gabriel Parra – Batería, Tamborcito, Piedras, Cuerpo, Sonidos guturales, Voz
- Gato Alquinta – Guitarra eléctrica, Flauta dulce, Agogó, Piedras, Cuerpo, Sonidos guturales, Voz
- Eduardo Parra – Bongó, Cuerpo, Piedras, Pandereta, Órgano electrónico
- Claudio Parra – Piano, Piano preparado, Rasca de metal, Sonidos pregrabados, Tocadiscos, Cuerpo
- Mario Mutis – Bajo, Bajo con arco, Sonidos guturales, Rasca de metal, Cuerpo, Claves, Radio

## CD4: Mucha Inmensidad
El cuarto disco de la serie es un concierto realizado en el Parque del Instituto Cultural de Las Condes en mayo de 1970. Después de actuar en muchos espacios emergentes para la difusión de la cultura, la banda tiene la idea de hacer conciertos al aire libre, y éste que se encuentra registrado en esta grabación es uno de los ejemplos. Un "poeta anónimo" y sus versos de desgarro son la columna vertebral de esta serie musical. Cada cierto tiempo, la voz del poeta larga sus líneas, que hablan del abandono y el amor perdido: "esta hueá no puede ser", "eres tú en todo momento" o el grito definitivo de "¡mucha inmensidad!", como finalmente llevó por título el cuarto volumen de la colección.

### Lista de temas
Música y arreglos de Los Jaivas
1. "Al Aire Libre" – 25:34
2. "Música a Pata Pelá" – 39:46
3. "Mucha Inmensidad" – 13:02

### Músicos
- Gato Alquinta – Guitarra eléctrica, Flauta dulce, Voz
- Gabriel Parra – Batería, Voz, Sonidos guturales
- Claudio Parra – Piano, Rasca de metal
- Eduardo Parra – Órgano, Bongó, Pandereta
- Mario Mutis – Bajo, Claves, Rasca de metal, Sonidos guturales
- Músicos invitados:
  - David Fass – Voz, Armónica y Agogó
  - Amigos – Flauta dulce, Pandereta, Rasca de metal, Bongó

### Créditos
- Grabado por Hernán Bustos con su grabadora portátil marca Grundig (grabadora de carrete abierto).

## CD5: ¿Qué Hacer?
¿Qué Hacer? contiene la banda sonora perdida de Los Jaivas. Es la banda sonora de una película de Raúl Ruiz (para quien después harían la banda sonora de Palomita Blanca) que jamás se hizo. Paradójicamente titulada ¿Qué Hacer?, la película se iba a basar en los acontecimientos políticos de Chile en principios de 1970, e iba a ser producida por el mismo Raúl Ruiz y Saul Landau.
Este último, reconocido cineasta estadounidense, eligió como productor musical del proyecto al legendario Country Joe McDonald, integrante del grupo Country Joe & The Fish, con quienes había participado en el festival de Woodstock. Por su parte, Raúl Ruiz propuso a Los Jaivas como los creadores de los temas.
Gracias a este trabajo el grupo ingresa por primera vez a un estudio de grabación y conocen al ingeniero del estudio Frank Benko, quien más adelante trabajaría con ellos en sus propios proyectos. Éste asimila a la perfección la creatividad de la banda, aportando su talento en la elección de los efectos y la ubicación adecuada de cada instrumento respecto al plano sonoro, logrando así captar de la mejor manera y calidad posible las improvisaciones creadas in situ.
El disco se grabó en octubre de 1970 en el estudio Splendid de la RCA de Santiago.

### Lista de temas
Letra, música y arreglos de Los Jaivas
1. "Viva la Gente" – 15:11
2. "Me Voy Pa'l Norte" – 5:38
3. "Árboles y Agua" – 4:29
4. "Neruda" – 22:30
5. "Malambo Feo" – 5:44
6. "Ankatu" – 3:27
  - Este tema se llama así por el hijo de Gato Alquinta, Ankatu, que luego de la muerte de Gato en 2003, tomaría su lugar en la guitarra.
7. "Cuequita" – 3:14
  - Se considera que esta canción es el primer aproximamiento experimental de Los Jaivas a la cueca, ritmo tradicional de Chile. Durante el período High Bass, ellos interpretaron la cueca chilena clásica en todas las fiestas.
8. "Bajo Continuo" – 10:32
9. "Tema del Rapto" – 5:41

### Músicos
- Gato Alquinta – Guitarra eléctrica, Flauta dulce, Tumbadoras, Cultrún, Rasca de metal, Sonidos guturales
- Gabriel Parra – Batería, Vibráfono, Marimba, Glockenspiel, Voz, Sonidos guturales
- Claudio Parra – Piano, Piano preparado, Rasca de metal, Agogó, Xilófono, Tocadiscos
- Eduardo Parra – Órgano, Piano preparado, Bongó, Pandereta, Afoxé
- Mario Mutis – Bajo con arco, Pandereta, Piano preparado, Sonidos

### Créditos
- Producción: Country Joe McDonald
- Ingeniero de grabación: Franz Benko

## Créditos generales
- Acuarela de portada: "La Vorágine", de René Olivares (se puede conformar en su totalidad teniendo los cinco discos en conjunto)
- Logotipo de Los Jaivas y del Cuarentenario: René Olivares
- Restauración y masterización de los temas: Joaquín García (mayo de 2003)
- Editora de todos los temas: SCD - Los Jaivas
- Producción y Dirección artística: Los Jaivas